# Filialkirche Jaunstein

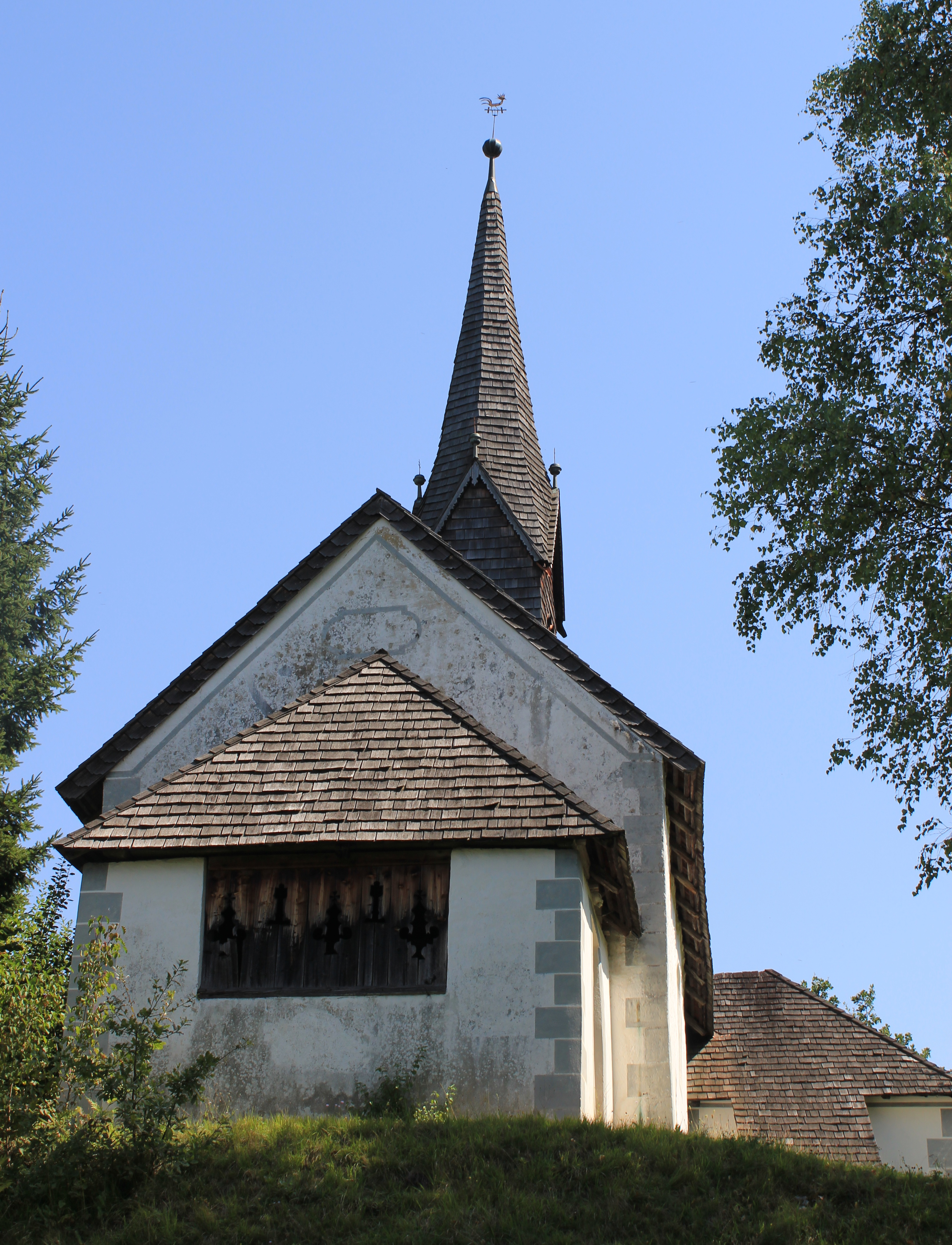

Die Filialkirche Jaunstein steht auf einem kleinen bewaldeten Hügel südöstlich von Jaunstein/Podjuna in der Gemeinde Globasnitz. Der Johannes dem Täufer geweihte Sakralbau gehört zur Pfarre Globasnitz. Er steht unter Denkmalschutz (Listeneintrag).
Die barocke Kirche besitzt einen hohen Dachreiter, einen polygonalen Chor von 1678, einen südlichen Sakristeianbau von 1717 und eine westliche Vorlaube. Die barocke Architekturpolychromie wurde bei der Restaurierung 1998 wiederhergestellt. An der südlichen Außenwand ist ein halbhoher Pfeiler einer Chorschrankenanlage mit Weinrankenmotiv, Vögeln und Kreuz eingemauert, der wahrscheinlich von einer der frühchristlichen Kirchen des 5./6. Jahrhunderts auf dem Hemmaberg stammt.
Die flache Kassettendecke im Langhaus wurde 1965 nach dem Vorbild der ursprünglichen Decke von 1735 erneuert. Der spitzbogige Triumphbogen ist mit 1678 bezeichnet. Über dem eingezogenen Chor mit Fünfachtelschluss erhebt sich ein Kreuzgratgewölbe aus dem 17. Jahrhundert. Die hölzerne Westempore mit ornamental bemalter Brüstung wurde im späten 18. Jahrhundert errichtet.
Der um 1690 entstandene Hochaltar zeigt am Altarblatt die Taufe Christi. Die Seitenaltäre stammen aus der Mitte des 18. Jahrhunderts, eine Schnitzgruppe der Taufe Christi aus dem 19. Jahrhundert.
Nach Grabungen von 2008 bis 2020 in und an der Kirche wurde ein Fundament auf das frühchristliche 10. Jahrhundert datiert, Grabbestattungen in der Kirche auf 8.–14. Jahrhundert.